# Servidor público no Brasil
No contexto jurídico brasileiro, emprego público, servidor público ou funcionário público, é o exercício da função pública por meio de um contrato de trabalho regido pela CLT, ao contrário do serviço estatutário, que é regido pelo Estatuto dos Funcionários Públicos.
O Código Penal brasileiro define o funcionário ou servidor público como alguém que embora transitoriamente ou sem remuneração, exerce cargo, emprego, serventia ou função pública, equiparando-se também aquele exercendo cargo ou função para entidade paraestatal e empresa prestadora de serviço contratada ou conveniada para a execução de atividade típica da Administração Pública.
O termo servidor público, adotado pela Constituição de 1988 – que deixou de utilizar a expressão funcionário público, embora ainda exista na legislação ordinária –, divide-se em três espécies:
- servidores estatutários (ocupantes de cargos públicos e sujeitos ao regime estatutário);
- servidores temporários (contratados por tempo determinado, sem vínculo a cargo ou emprego público);
- servidores públicos (contratados de acordo com o regime da legislação trabalhista e detentores de emprego público).

## Regime jurídico dos servidores públicos

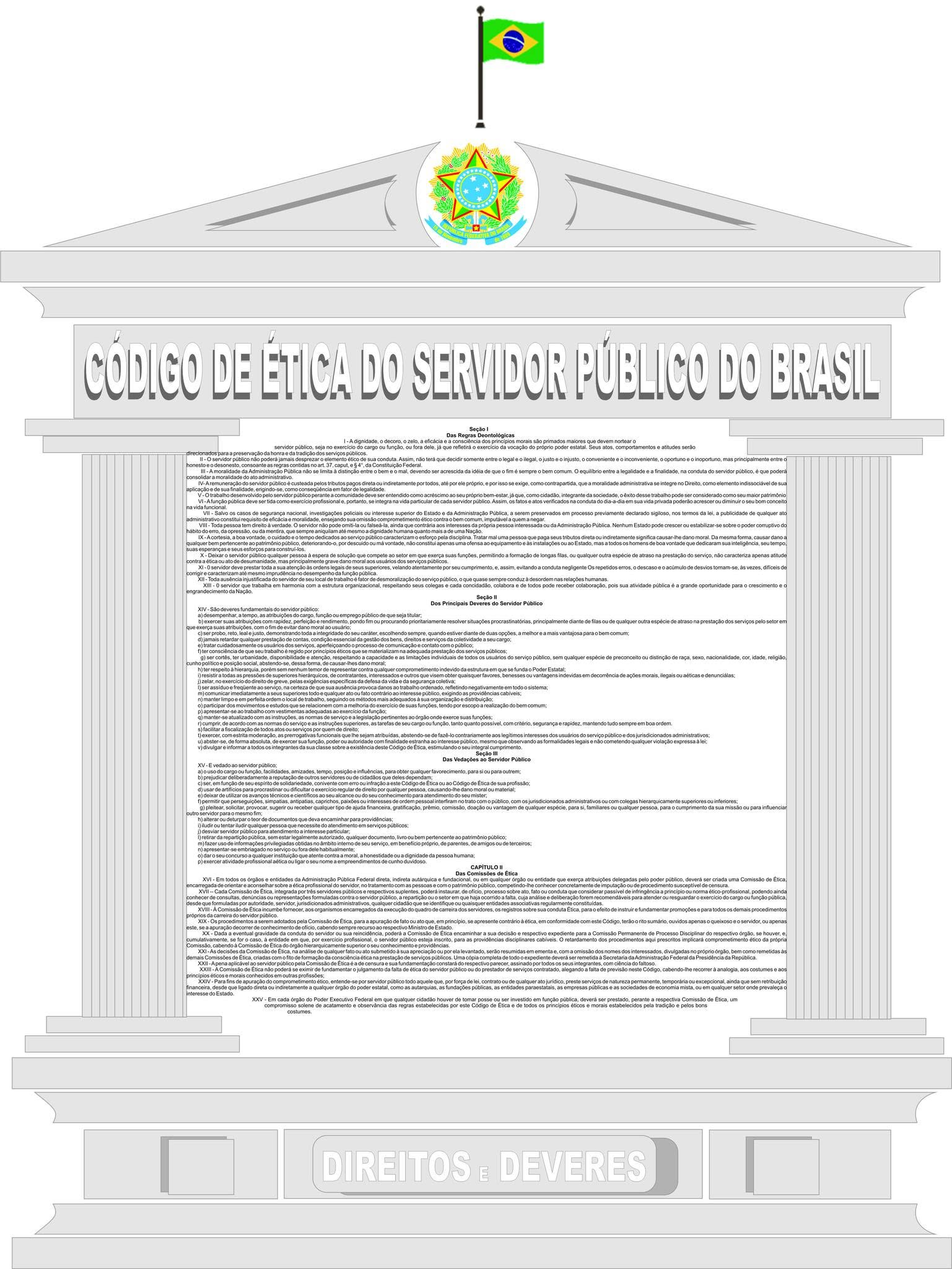
O Código de Ética do Servidor Público do Brasil rege sobre os princípios deontológicos que devem ser observados pelos servidores públicos

Originariamente, a Constituição Federal havia estabelecido que seria aplicado aos entes federativos um regime jurídico único para todas as suas contratações. Posteriormente, a Emenda Constitucional n°. 19 flexibilizou tal exigência, estabelecendo a possibilidade de adoção de regime estatutário ou celetista, mas foi restabelecido o disposto anteriormente após a apreciação da ADIn 2.135.
A regulamentação do regime jurídico dos servidores públicos civis da União, das Autarquias e das fundações públicas federais é realizada, no Brasil, pela Lei Federal n°. 8.112/1990. Não estão incluídos no regime jurídico estabelecido por esta lei os empregados públicos federais que são regulados pelos ditames da Consolidação das Leis do Trabalho (CLT) e da Lei Federal n°. 9.962/2000.
Ressalve-se que a partir da Constituição Federal de 1988, ambos os regimes devem respeitar algumas regras constitucionalmente estabelecidas, como, por exemplo: todos os admitidos pelo empregador público devem estar sujeitos a um processo seletivo ou concurso público.
Assim, no Brasil existem os chamados servidores estatutários, vinculados ao regime da Lei Federal n°. 8.112, e os chamados servidores celetistas, que obedecem à CLT.
Todavia, tendo em vista a concessão de cautelar com efeitos ex nunc na data de 2 de agosto de 2007 na ADIn 2.135, que suspendeu a eficácia da EC 19 na parte em que modifica o caput do Art. 39 da CF/1988 por violação ao Art. 60, II, da CF/1988 (vício de iniciativa), o Regime Jurídico Único foi restabelecido.

### Funcionário público
A expressão funcionário público não é empregada na Constituição Federal de 1988, devido ao regime contratual celetista que assemelha ao empregado privado, que preferiu empregar a designação "servidor público" e "agente público" para referir os trabalhadores do Estado. Agente Público é a designação mais abrangente: alcança os agente políticos, os servidores públicos e os particulares em atuação colaboradora. Os servidores públicos são referidos como categoria de agentes públicos: são os agentes permanentes, profissionais, a serviço da Administração Pública.
No Código Penal Brasileiro, contudo, há referência a funcionário público, que tem abrangência maior que a do servidor público. Um mesário, por exemplo, ao exercer uma função pública (ajudar no processo eleitoral), é funcionário público (em relação aos atos praticados como mesário), apesar de ter uma função pública transitória e não remunerada.

### Provimento

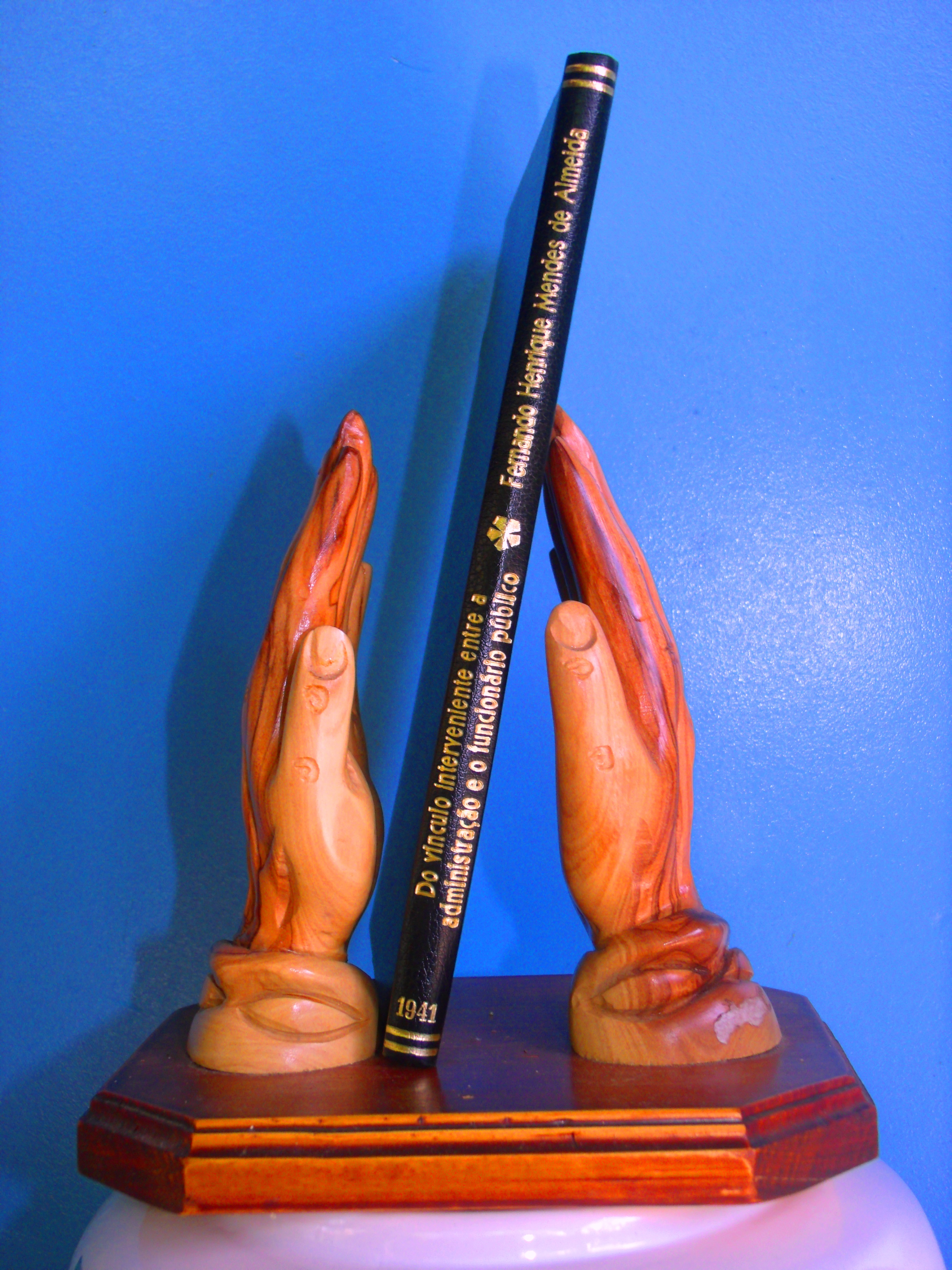
Obra de 1941 do jurista brasileiro, Fernando Henrique Mendes de Almeida, sobre direito administrativo brasileiro, é uma das tradicionais obras da literatura administrativista nacional que versa sobre servidores públicos

Provimento é o ato administrativo de preenchimento de cargo público, regulamentado no Brasil pela Lei Nº 8.112, de 11 de novembro de 1990.
De acordo com a legislação, o provimento poderá se dar mediante nomeação, promoção, readaptação, reversão, aproveitamento, reintegração e recondução.
Cada uma destas formas de provimento tem um significado especial na administração pública e especificam a forma legal de acesso ao cargo público no Brasil.

### Retribuição pecuniária
A retribuição pecuniária referente aos serviços prestados pelo agente público ao estado se dá da seguinte forma:
1. Vencimento: é a retribuição pecuniária pelo exercício de cargo público, com valor fixado em lei;
2. Remuneração: é o vencimento do cargo efetivo, acrescido das vantagens pecuniárias permanentes estabelecidas em lei;
3. Subsídio: é a retribuição pecuniária exclusiva e fixada em parcela única, vedado o acréscimo de qualquer gratificação, adicional, abono, prêmio, verba de representação ou outra espécie remuneratória. Esse tipo de remuneração não é a regra geral e aplica-se aos casos que a lei especificar;
4. Provento: é a retribuição pecuniária paga ao exercente de cargo público quando passa da atividade para a inatividade, ou seja, quando se aposenta;
5. Pensão: é a retribuição pecuniária paga às pessoas a quem a lei atribui a condição de beneficiárias do servidor público que veio a falecer.

CF/88 Art. 39 § 4°: O membro de Poder, o detentor de mandato eletivo, os Ministros de Estado e os Secretários Estaduais e Municipais serão remunerados exclusivamente por subsídio fixado em parcela única, vedado o acréscimo de qualquer gratificação, adicional, abono, prêmio, verba de representação ou outra espécie remuneratória, obedecido, em qualquer caso disposto no art. 37, X e X
Deve-se ressaltar que nenhum salário dentro do serviço público pode ser superior ao valor dos subsídios pagos aos Ministros do Supremo Tribunal Federal (STF) e que os vencimentos dos cargos do Poder Legislativo e do Poder Judiciário não poderão ser superiores aos pagos pelo Poder Executivo. Apesar dessas regras existirem, muitas pessoas se questionam se elas são, de fato, obedecidas.

## Cargo em comissão e função de confiança
O cargo em comissão, antigamente chamado cargo de confiança, é destinado a funções de direção, chefia ou assessoramento (DAS). O servidor pode ser efetivo (de carreira) ou uma pessoa de fora da administração, o provimento não se dá por concurso, a nomeação é livre e, como não possui estabilidade, o servidor pode ser exonerado a qualquer tempo. Nesse caso, se é um servidor efetivo, volta para o cargo normal e, se é uma pessoa anteriormente estranha ao serviço público, perde o vínculo com a administração pública. O servidor comissionado não possui os mesmos direitos do efetivo, principalmente a previdência própria, é filiado ao INSS. Existe também a função de confiança, que é uma função sem cargo próprio, isto é, o servidor efetivo sai da sua função normal e assume a função que seria do cargo em comissão. Permanece, então, com seu cargo normal e uma função especial.

## Benefícios
Além da participação no Regime Próprio de Previdência Social (RPPS), os servidores públicos federais dos três poderes (Executivo, Legislativo e Judiciário, além da Advocacia-Geral da União e da Controladoria-Geral da União/Ouvidoria) têm acesso a nove benefícios adicionais, tais como alimentação, transporte, habitação e assistência médica, além de uma série de bônus.
Os benefícios de servidores públicos federais são:
- auxílio-alimentação;
- assistência medica e odontológica;
- auxílio-transporte (compensação pelo uso de veículo próprio para viagens de trabalho);
- diárias (compensação pelos custos de missões e viagens de trabalho);
- auxílio-moradia (reembolso de despesas com aluguel e moradia, concedido com base em critérios pré-definidos);
- auxílio-creche;[9]
- ajuda de custo (compensação por despesas de mudança para nova localidade);
- auxílio-funeral (auxílio para despesas funerárias);
- Auxilio-natividade (auxílio para despesas de parto, programa previdenciário RPPS).

As gratificações e adicionais são: Retribuição pelo exercício de função de direção, chefia e assessoramento; Gratificação natalina; adicional pelo exercício de atividades insalubres, perigosas ou penosas; Adicional pela prestação de serviço extraordinário; Adicional noturno; Adicional de férias; Outros, relativos ao local ou à natureza do trabalho; Gratificação por encargo de curso ou concurso.

## Massa salarial

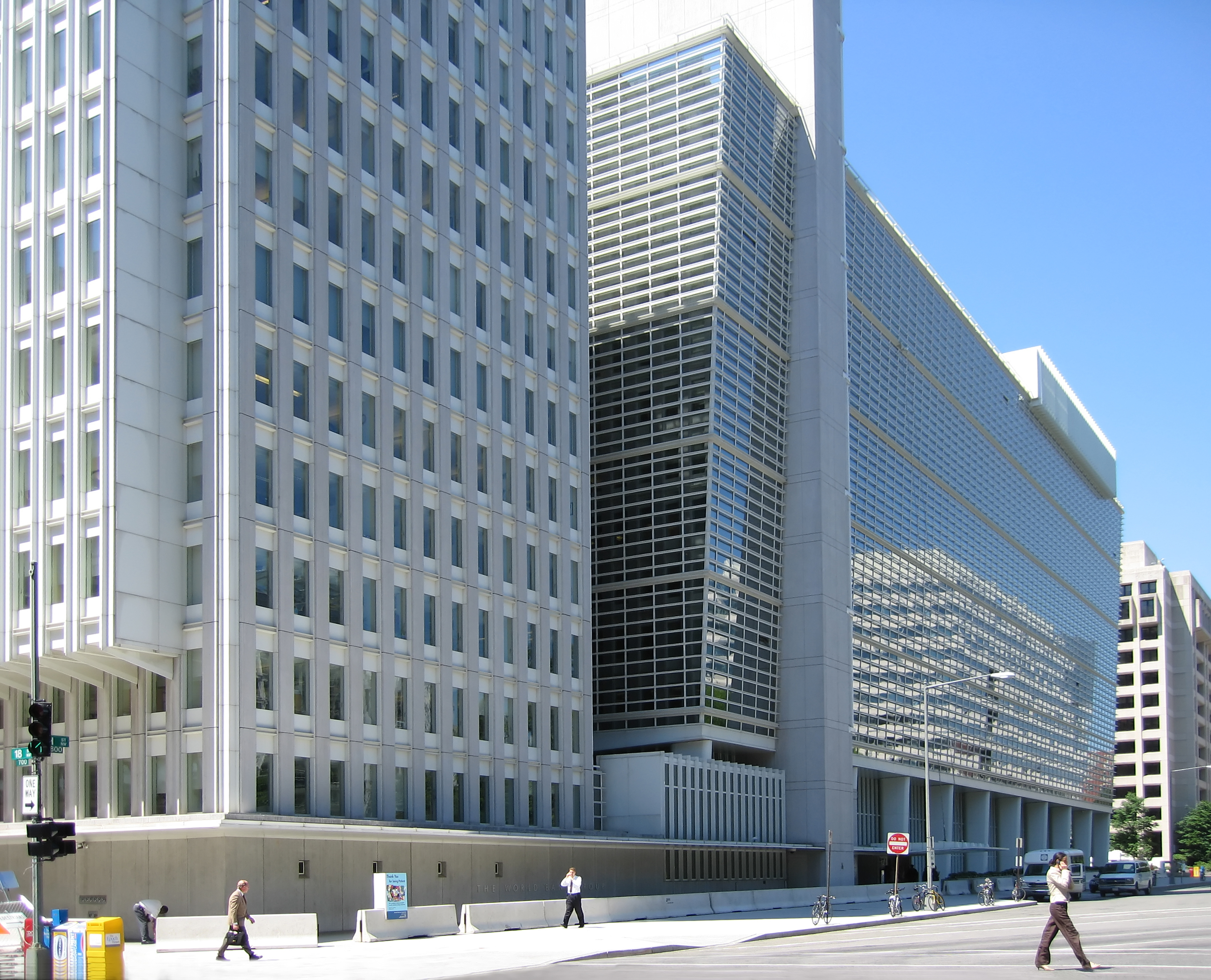
Segundo relatório do Banco Mundial, a massa salarial do setor público brasileiro é alta devido ao custo dos servidores públicos (altos salários) e não por ter muitos servidores. Sede do Banco Mundial em Washington, D.C.

Segundo relatório do Banco Mundial, intitulado Um Ajuste Justo: Análise da eficiência e equidade do gasto público no Brasil, a massa salarial do governo geral brasileiro é alta para padrões internacionais, a relação entre o percentual do PIB e a massa salarial brasileira, evidenciou que o Brasil excede a média de todos os grupos de renda (OCDE, América Latina e Caribe, Leste da Ásia e Pacífico, Leste da Ásia e Pacífico, América do Norte, África Subsaariana e Sul da Ásia).
Como percentual do PIB, a massa salarial do Brasil cresceu, excedendo a média encontrada em países de renda alta, a massa salarial do setor público brasileiro subiu de 11,6% do PIB em 2006 para 13,1% do PIB em 2015, superando até Portugal e França, que registravam massas salariais mais altas que o Brasil há uma década.
O número de servidores públicos no Brasil não é extraordinariamente alto e o tamanho do governo federal não parece ser excessivo, a relação entre o número de funcionários públicos e a população no Brasil (5,6%) é mais alta que a média latino-americana (4,4%), mas esse percentual é bem mais baixo que o encontrado nos países da OCDE, da Europa e da África. Isso indica que o motivo de a massa salarial do setor público brasileiro ser tão alta é o elevado custo dos servidores públicos (altos salários), em vez do excessivo número de servidores.
Os salários do setor público são muito superiores aos pagos no setor privado, segundo a PNAD, o setor público agregado (federal e subnacional) paga, em média, salários aproximadamente 70% superiores (R$ 44.000 por ano) aos pagos pelo setor privado-formal (R$ 26.000 por ano), e quase três vezes mais do que recebem os trabalhadores informais. Mesmo os servidores menos qualificados recebem altos salários.